# Осой (Комарна, Ясси)
Осой (рум. Osoi) — село у повіті Ясси в Румунії. Входить до складу комуни Комарна.
Село розташоване на відстані 323 км на північний схід від Бухареста, 16 км на південний схід від Ясс.

## Населення
За даними перепису населення 2002 року у селі проживали 1849 осіб. Усі жителі села рідною мовою назвали румунську.
Національний склад населення села:
| Національність | Кількість осіб | Відсоток |
| -------------- | -------------- | -------- |
| румуни         | 1844           | 99,7%    |
| цигани         | 5              | 0,3%     |